# Kostel Nejsvětější Trojice (Rychnov nad Kněžnou)

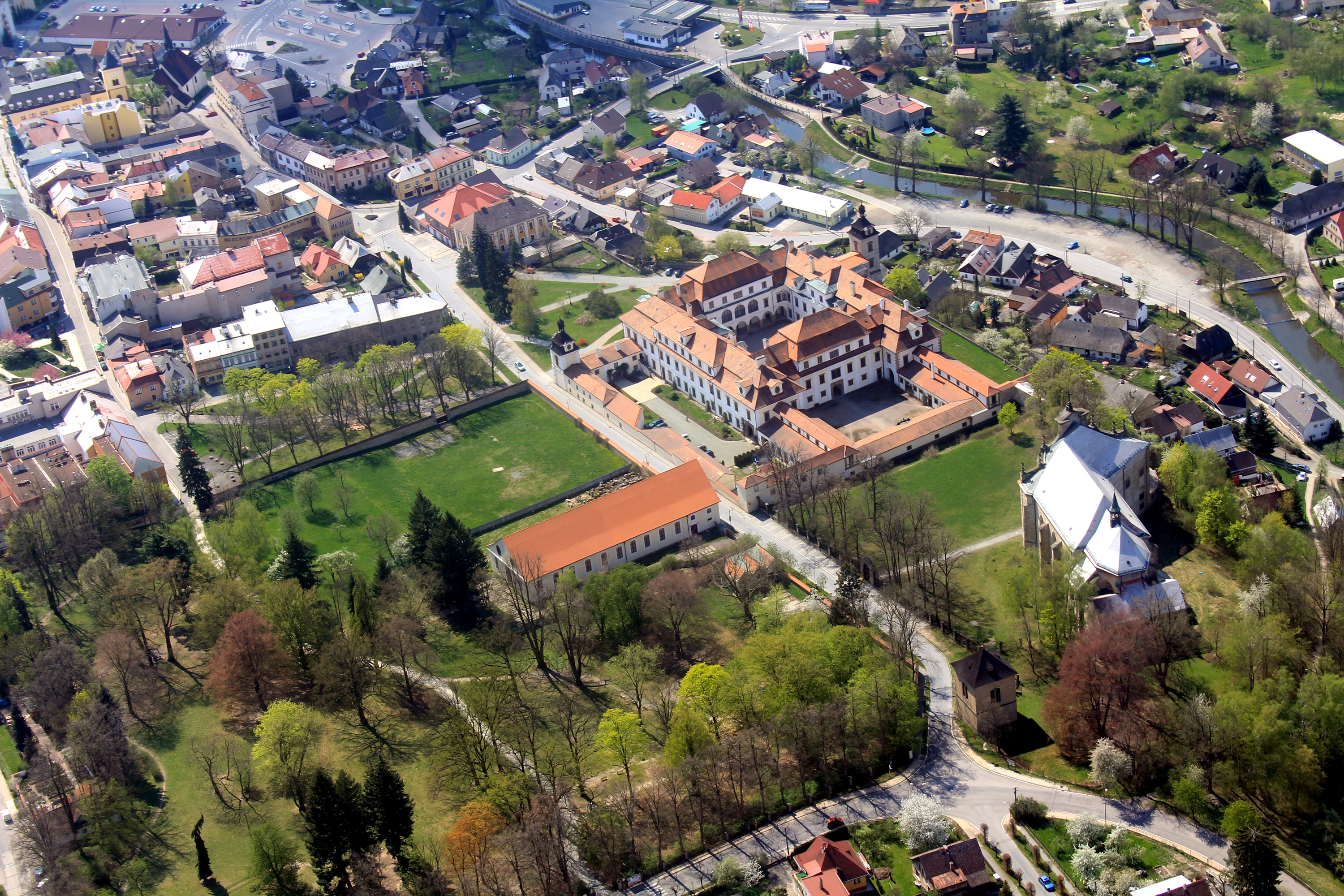
Letecký pohled – kostel vpravo dole

Římskokatolický kostel Nejsvětější Trojice v Rychnově nad Kněžnou je zámecký kostel v areálu rychnovského zámku, postavený koncem 16. století krátce před výstavbou samotného zámku jako hrobka rodu Betenglů. Společně s celým zámkem je chráněn jako kulturní památka České republiky.

## Historie
Kolem roku 1587 se držitelem Rychnova stal pražský patricij Kryštof Betengl z Neuenperku a na Borohrádku. Bratřím nechal vystavět sbor (kostel) v gotickém stylu na místě starého hradu. Opodál kostela postavil jednopatrovou zvonici, do níž pořídil zvon, na jehož dolním okraji se nachází nápis: „Leta páně 1594 ve čtvrtek po sv. Duchu založen a 1602 při sv. Trojici dostavěn i posvěcen jest kostel k slávě jména božího, k němuž připojen jest zvon tento vše nákladem urozeného pána pana Jana Kryštofa staršího Betengle z Neyenperku a Rychnově a Boruhrádku, kterémužto zvonu mistrem byl Jan Benešovský z Moravský Třebový.“ Podle Mojmíra Horyny byla zvonice dostavěna v roce 1604. Od roku 1627 byl kostel opuštěn a 15. srpna roku 1666 ho posvětil Matyáš Ferdinand Sobek z Bilenberka, který byl prvním hradeckým biskupem. Během třicetileté války přešlo panství na Albrechta Libštejnského z Kolovrat (1583–1648). Jeho syn František Karel (1620–1700) se rozhodl postavit velkolepý barokní zámek. Za vhodné místo byl zvolen mírný svah pod kostelem Nejsvětější Trojice. Stavební místo začalo být upravováno již od roku 1570. Byla odstraněna fara i škola. František Karel z Kolovrat začal stavět nový zámek roku 1676 a stavba byla dokončena v roce 1690. Poté se roku 1704 ujal zámku jeho syn Norbert Leopold hrabě Kolovrat Libštejnský (1655–1716), který nechal opravit zámecký kostel a začal uvažovat o založení piaristické koleje a školy při zámeckém kostele. V roce 1712 se pak rozhodl zřídit při kostele loretánskou kapli. Ta byla posvěcena 24. března 1714 biskupem hradeckým Janem Adamem hrabětem z Mitrovic.
Hrabě dal vystavět roku 1713 vysoké průčelí zámeckého kostela s jónskými pilastry. Projektem byl pověřen hraběcí architekt Jan Blažej Santini, který navštívil Itálii a Loreto.
V roce 1798 byl kostel značně poškozen požárem sousední koleje. Následně se zřítila i klenba. Roku 1838 byla kostelu pořízena dřevěná střecha a započalo se s opravami. V letech 1838–1844 byl kostel novogoticky upraven podle návrhu architekta Františka Pavíčka. Zachováno zůstalo Santiniho průčelí a prostory předsíní, kruchty a loretánské kaple.
V letech 2018–2023 prošel kostel spolu se zámeckým areálem rozsáhlou rekonstrukcí.

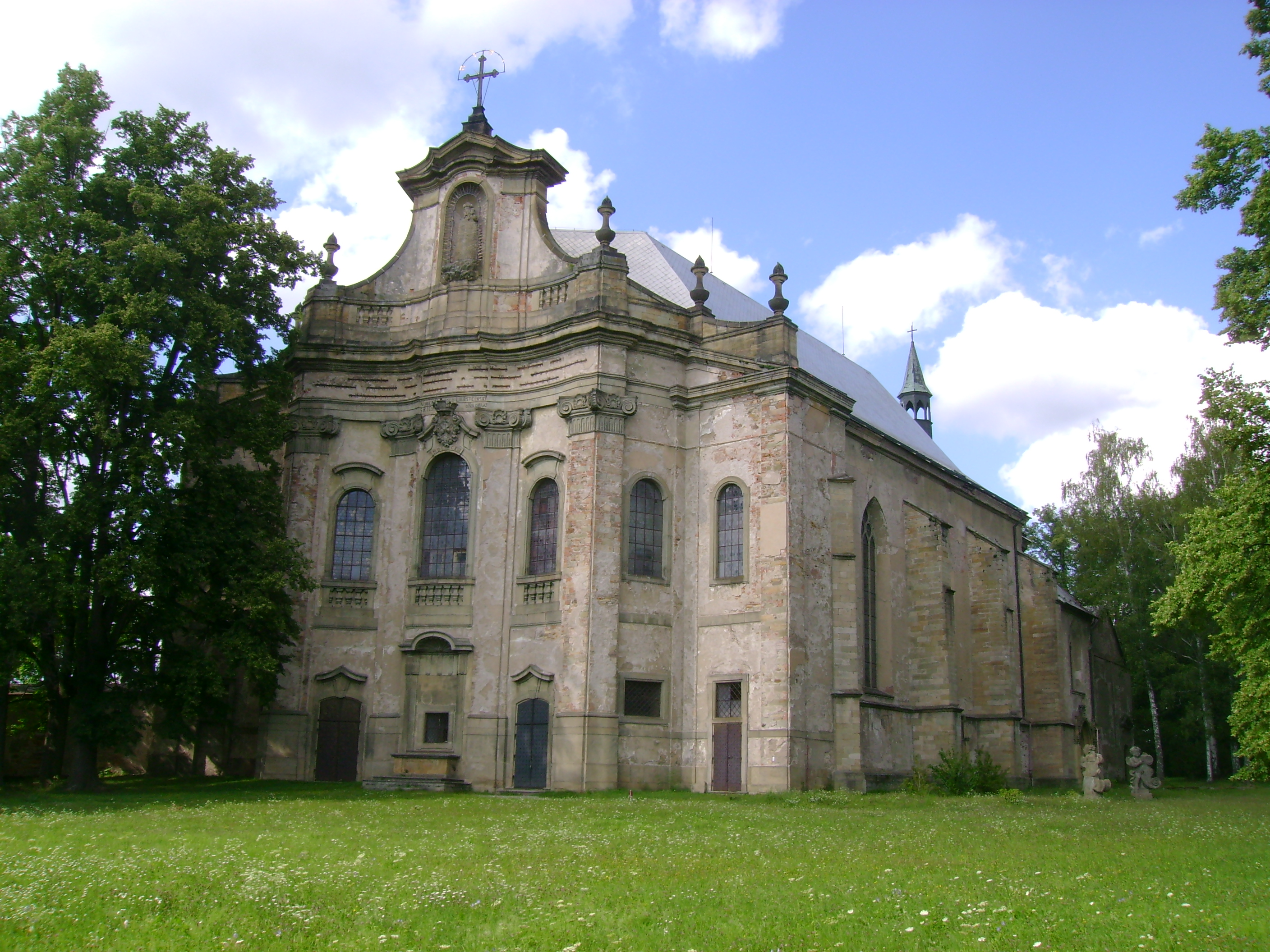
Kostel před rekonstrukcí

## Popis
Kostel je jednolodní s pětiboce uzavřeným presbytářem, který je zevně obestavěn sakristií (zbytkem piaristického gymnasia) s oratoří a emporou po stranách. Kostel se nachází na vrcholu návrší a níže je potom položen zámek. Monumentální západní průčelí je kolmé k prodloužené ose zámku. Průčelí navazuje na osu východně orientovaného kostela jen jižní třetinou. Kostel je vzhledem k zámku postaven šikmo. Santiniho záměrem bylo, aby pohledově i osově provázal obě stavby s tím, že průčelí zámeckého kostela bude dominantou celého návrší. Proto průčelí oproti ose zámku pootočil. Obě stavby tak tvoří dominantu města. Kostel se zámkem propojil dvěma symetrickými chodbami. V místech zalomení chodeb byly postaveny kapličky na šestibokém půdoryse.
Do středu průčelí byla vestavěna obdélná loretánská kaple s valenou klenbou, navazující na osu celého zámku. Po jejích stranách se nacházejí dva oválné prostory. Na severní straně se na ni napojuje kaple Pražského Jezulátka a na jižní straně se nachází předsíň kostela.
Západní průčelí je sedmiosé konvex-konkávně zprohýbané. Průčelí Santini pojal jako otevřenou náruč. Střední tři osy předstupují proti divákovi. Další osy tvoří boky středního rizalitu, konvexně vypnuté. Pilastry nad středním rizalitem vynášejí kladí. Obě podlaží spínají vysoké římsko-jónské pilastry, které bohatě člení průčelí. V přízemí jsou dva portály a v patře se nacházejí tři okna, z nichž střední je největší. Supraporty a suprafenestry mají křivkové římsy, z nichž je patrná inspirace Borrominim. Ve střední ose přízemí je nika, v jejíž stěně je umístěno okno. Po stranách střední osy štítu jsou skrojená křídla. Za tímto štítem se zdvihá báň s lucernou a symbolem Nejsvětější Trojice.
Mnohé badatele vedla podobnost průčelí chrámu sv. Mikuláše na Malé Straně v Praze s rychnovským kostelem k závěru, že autorem obou staveb byl tentýž architekt. Vztah Norberta Leopolda Kolovrata Libštejnského k jezuitskému chrámu na Malé Straně uvedla na pravou míru Milada Vilímková. Podle autorky tak hrabě vyjádřil přání, aby se průčelí rychnovského kostela podobalo pražské fasádě.